# Mesoleptus invitus
Mesoleptus invitus là một loài tò vò trong họ Ichneumonidae.